# لارس بيرغستروم
لارس بيرغستروم (بالسويدية: Lars Bergström)‏ هو فيزيائي نظري وفيزيائي سويدي، ولد في 1952.